# Гоффеншефер, Вениамин Цезаревич
Вениами́н Це́заревич Гоффенше́фер (1905—1966) — советский литературный критик.

## Биография
Из еврейской купеческой семьи — отец, купец второй гильдии Цалка Носонович Гоффеншефер (1866—?), занимался сплавом древесины в Шклове, куда семья перебралась из Чашников Лепельского уезда; мать — Тойба (Тауба) Шлёмовна Гоффеншефер (1866—?).
Учился в ВЛХИ, а после его закрытия в 1925 году был переведён в ЛГУ, который закончил в 1927 году.
Печатался с 1924 года. Автор первой монографии о Михаиле Шолохове. Много занимался историей марксистской критики, в частности Полем Лафаргом. После войны много писал о кабардинской литературе.

## Интересные факты
По воспоминаниям Л. И. Тимофеева, во время учёбы в ВЛХИ Гоффеншефер «выписал в блокнот несколько фраз из Плеханова и задавал о них вопросы всем преподавателям (Локсу, Зунделовичу, Грифцову). Те очень пугались и немедленно ставили ему зачёт».

## Семья
Жена — Елена Валерьяновна (Валериановна) Поволоцкая (1900—1962), искусствовед, редактор ИЗОГИЗ.

## Сочинения
- Альбом «Как хоронили Брюсова» (сост. В. Ц. Гоффеншефер, 1924).
- Поль Лафарг — практик марксистской критики, М. — Л., ГИХЛ, 1933. - 96 с.
- Мировоззрение и мастерство, М., 1936
- Михаил Шолохов (Критический очерк), М., 1940
- Из истории марксистской критики. Поль Лафарг и борьба за реализм. М., 1967
- Окно в большой мир. М., 1971